# Comuna Klopotivți, Derajnea
Klopotivți (în ucraineană Клопотівці) este o comună în raionul Derajnea, regiunea Hmelnîțkîi, Ucraina, formată din satele Cernelivți, Klopotivți (reședința) și Vivseanîkî.

## Demografie
Componența lingvistică a comunei Klopotivți
     Ucraineană (99,1%)
     Alte limbi (0,9%)
Conform recensământului din 2001, majoritatea populației comunei Klopotivți era vorbitoare de ucraineană (99,1%), existând în minoritate și vorbitori de alte limbi.